# Pierre-qui-vire (Cheffois)
Pour les articles homonymes, voir Pierre-qui-Vire.
La Pierre-qui-vire, appelée aussi Pierre-qui-tourne de la Taponnière, est un dolmen situé à Cheffois, dans le département français de la Vendée.

## Protection
L'édifice est classé au titre des monuments historiques en 1924.

## Description
Il s'agit probablement d'un dolmen de type angevin. En 1864, il ne comportait qu'une seule table de couverture reposant sur trois orthostates. Le docteur Marcel Baudouin et Lucien Rousseau le fouillèrent au début du XXe siècle et en entreprirent une « restauration ». L'édifice dispose désormais de deux tables de couverture de 2,20 m de long sur 1,60 m de large pour la première et 2 m sur 1 m pour la seconde.